# Static Airplane Jive
Static Airplane Jive è un extended play del gruppo musicale statunitense Guided by Voices, pubblicato in Germania dalla City Slang nel 1993. Verrà pubblicato poi anche negli USA dalla Recordhead nel 1997 e nel 1999.

## Tracce
Tutti i brani sono stati scritti da Robert Pollard, eccetto dove indicato diversamente.
Lato A
1. "Big School" – 2:26
2. "Damn Good Mr. Jam" (Randy Campbell / R. Pollard / Tobin Sprout) – 3:35

Lato B
1. "Rubber Man" (Kevin Fennell / R. Pollard) – 0:34
2. "Hey Aardvark" (Mitch Mitchell / Jim Pollard / R. Pollard) – 0:51
3. "Glow Boy Butlers" – 1:54
4. "Gelatin, Ice Cream, Plum …" – 1:26